# La storia del classico
La storia del classico è il ventiquattresimo album dei Rondò Veneziano pubblicato il 13 ottobre 2000 dalla Koch Records.

## Descrizione
È il terzo disco con arrangiamenti e medley di musica classica. L'illustrazione della copertina è di Victor Togliani.

### Formazione
- Ivano Pavesi - arrangiatore
- Gian Piero Reverberi - direttore d'orchestra, pianoforte, tastiere

### Registrazione
- Arco Studios di Monaco di Baviera
  - Klaus Strazicky - ingegnere del suono
- DG Studio di Genova
  - Franco Fochesato - ingegnere del suono e missaggio
- Studio Mulinetti di Recco
  - Sergio Barlozzi - ingegnere del suono e missaggio
- Gian Piero Reverberi - suoni addizionali e missaggio

## Tracce
Tutti i brani sono editi dalla Cleo Music AG e Koch Edizioni Musicali.
1. Concerto sinfonico  (Frédéric Chopin, Pëtr Il'ič Čajkovskij e Friedrich von Flotow) - 9:53
2. Concerto solare (Edvard Grieg, Pëtr Il'ič Čajkovskij e Franz Schubert) - 3:46
3. Concerto aulico (Camille Saint-Saëns, Bedřich Smetana e Antonín Dvořák) - 6:02
4. Concerto romantico (Robert Schumann, Franz Liszt e Frédéric Chopin) - 6:02
5. Concerto etnico (Felix Mendelssohn, Antonín Dvořák, Johannes Brahms e Aleksandr Borodin) - 5:23
6. Concerto mistico (Alessandro Marcello e Georg Friedrich Händel) - 4:43
7. Concerto barocco (Joseph Haydn, Luigi Boccherini e Georg Friedrich Händel) - 4:10
8. Concerto surreale (Antonín Dvořák, Edvard Grieg, Johannes Brahms e Frédéric Chopin) - 5:20
9. Concerto epico (Felix Mendelssohn, Niccolò Paganini, Antonín Dvořák, Giuseppe Verdi e Modest Musorgskij) - 6:26

## Le composizioni

### Concerto sinfonico
- F. Chopin: Fantasia-Improvviso, op. posth. 66
- F. Chopin: Étude, op. 10 n. 12
- F. Chopin: Fantasia-Improvviso, op. posth. 66
- P. I. Čajkovskij: Romeo e Giulietta
- F. von Flotow: Martha, oder Der Markt zu Richmond Aria: Ach so fromm
- F. Chopin: Fantasia-Improvviso, op. posth. 66
- F. Chopin: Étude, op. 10 n. 12

### Concerto solare
- E. Grieg: Peer Gynt Suite 1 op. 46
- P. I. Čajkovskij: Concerto per pianoforte e orchestra n. 1, op. 23
- F. Schubert: Sinfonia Incompiuta, D. 759

### Concerto aulico
- C. Saint-Saëns: Le Carnaval des Animaux (Le Cygne)
- B. Smetana: Má vlast (Vtlava)
- A. Dvořák: Sinfonia dal nuovo mondo, op. 95

### Concerto romantico
- R. Schumann: Carnaval (1. Préambule), op. 9
- R. Schumann: Carnaval (13. Chopin), op. 9
- F. Liszt: Liebesträume (Notturno n. 3)
- F. Chopin: Notturno, op. 9 n. 2

### Concerto etnico
- F. Mendelssohn: Sinfonia no. 4 op. 90 "Italiana"
- A. Dvorak: Sinfonia E moll op. 95 "Neue Welt"
- J. Brahms: Sinfonia no. 1 op. 68 C moll
- A. Borodin: Il principe Igor, Danze Polovesiane

### Concerto mistico
- A. Marcello: Concerto per oboe in do minore
- G. F. Händel: Serse (Ombra mai fu)

### Concerto barocco
- F. J. Haydn: Sinfonia della sorpresa n. 94
- L. Boccherini: Concerto per violoncello, G. deest
- F. Haendel: Concerto Grosso op. 6 no. 12
- F. Haendel: Concerto Grosso op. 6 no. 1
- J. Haydn: Sinfonia no. 104 D dur "London"

### Concerto surreale
- A. Dvorak: Sinfonia E moll op. 95 "Neue Welt"
- E. Grieg: Piano Concerto A moll op. 16
- J. Brahms: Sinfonia no. 1 op. 68 C moll
- F. Chopin: Studio op. 25 op. 1

### Concerto epico
- F. Mendelssohn: Violin Concerto in E moll op. 64
- N. Paganini: Violin Concerto No. 1 D dur
- A.Dvorak: Cello Concerto H moll op. 104
- G. Verdi: AIDA: Marcia Trionfale
- M.P. Moussorgsky: Pictures From An Exhibition

## Classifiche
| Paese    | Posizione raggiunta |
| -------- | ------------------- |
| Svizzera | 63                  |